# Irene Prescott
Irene Prescott, née le 21 juin 1994 à Victoria, en Australie, est une nageuse tongienne.

## Palmarès

### Jeux du Commonwealth
- 2014 à Glasgow,  Royaume-Uni[1]
  - 41e en 50 mètres nage libre féminin
  - 40e en 100 mètres nage libre féminin
  - 44e en 50 mètres papillon féminin
  - 35e en 50 mètres brasse féminin

### Jeux olympiques
- 2016 à Rio de Janeiro,  Brésil
  - 61e en 50 mètres nage libre féminin, natation[2]